# 隱形情人
《隱形情人》（英語：Above the Shadows）是一部在2019年的超自然愛情電影，由克勞蒂亞·梅耶斯執導和編劇。主演為奧莉薇·瑟爾比、阿倫·瑞奇森、吉姆·加菲根、瑪麗亞·迪斯拉、帝托·歐提茲、大衛·喬韓森和美瑾·霍絲。
本片於2019年5月31日在布魯克林電影節進行全球首映，並於2019年7月19日由Gravitas Ventures公司負責在其他戲院上映。

## 演員
- 奧莉薇·瑟爾比 飾 Holly
  - Fina Strazza 飾 年輕的Holly
- 阿倫·瑞奇森 飾 Shayne
- 吉姆·加菲根（英语：Jim Gaffigan） 飾 Paul Jederman
- 瑪麗亞·迪斯拉（英语：Maria Dizzia） 飾 Victoria Jederman
- 帝托·歐提茲（英语：Tito Ortiz） 飾 Attila
- 大衛·喬韓森（英语：David Johansen） 飾 Ron
- 美瑾·霍絲 飾 Juliana
- 胡斯汀·科佐納斯（英语：Justine Cotsonas） 飾 Vanessa
  - Lauren Hartman 飾 年輕的Vanessa
- 歐文·坎貝爾（英语：Owen Campbell (actor)） 飾 Troy
  - Alex Gemeinhardt 飾 年輕的Troy
- 帕維爾·薩拉耶達（英语：Pawel Szajda） 飾 Marjus
- Taylor Selé 飾 Tommy Bones
- Thomas Canestrano 飾 Carlos Suarez
- Kareem Savinon 飾 Brandon
- Laura Heywood 飾 記者#2

## 製作
本片參考導演克勞蒂亞·梅耶斯所寫的最初劇本，當時片名叫《Shadow Girl》，於2017年11月1日，由奧莉薇·瑟爾比、阿倫·瑞奇森、吉姆·加菲根和美瑾·霍絲共同演出。 而《隱形情人》是由提名過東尼獎的HIPZEE製片公司所製作，並與Myriad Pictures、Boundary Stone Films和BondIt Media Capital等公司共同合作製片。

## 外部連結
- Official Site （页面存档备份，存于）
- 互联网电影数据库（IMDb）上《隱形情人》的资料（英文）
- AllMovie上《Above the Shadows》的资料（英文）
- 爛番茄上《Above the Shadows》的資料（英文）